# Kid Galahad (EP)
Kid Galahad è un EP di Elvis Presley contenente la colonna sonora del film da lui interpretato Pugno proibito, pubblicato dalla RCA Victor Records nell'agosto 1962.

## Il disco
Le sedute di registrazione ebbero luogo il 26 e 27 ottobre 1961 agli studi Radio Recorders di Hollywood, California.
Per la colonna sonora del film vennero registrate sei canzoni che furono pubblicate in formato EP nell'agosto 1962 in contemporanea con la prima del film negli Stati Uniti. Il disco raggiunse la posizione numero 30 nella classifica Billboard Hot 100. Il 27/3/1992 il disco venne certificato oro

## Tracce

### Lato 1
| Traccia | Registrazione | Titolo                       | Autore                      | Durata |
| ------- | ------------- | ---------------------------- | --------------------------- | ------ |
| 1.      | 10/27/61      | King of the Whole Wide World | Bob Roberts e Ruth Bachelor | 2:44   |
| 2.      | 10/27/61      | This Is Living               | Fred Wise e Ben Weisman     | 1:43   |
| 3.      | 10/26/61      | Riding the Rainbow           | Fred Wise e Ben Weisman     | 1:37   |

### Lato 2
| Traccia | Registrazione | Titolo                     | Autore                                 | Durata |
| ------- | ------------- | -------------------------- | -------------------------------------- | ------ |
| 1.      | 10/26/61      | Home Is Where the Heart Is | Sherman Edwards e Hal David            | 2:32   |
| 2.      | 10/27/61      | I Got Lucky                | Fred Wise, Dolores Fuller, Ben Weisman | 2:10   |
| 3.      | 10/26/61      | A Whistling Tune           | Sherman Edwards e Hal David            | 3:17   |

### The Kid Galahad Sessions(2020)
CD 1
1. King Of The Whole Wide World
2. This Is Living
3. Riding The Rainbow
4. Home Is Where The Heart Is
5. I Got Lucky
6. A Whistling Tune
7. King Of The Whole Wide World (Take 1)
8. King Of The Whole Wide World (Takes 2-6)
9. King Of The Whole Wide World (Takes 7-8)
10. King Of The Whole Wide World (Takes 9-10)
11. King Of The Whole Wide World (Take 11)
12. King Of The Whole Wide World (Takes 12-13)
13. King Of The Whole Wide World (Takes 14-15)
14. King Of The Whole Wide World (Takes 16-19)
15. King Of The Whole Wide World (Takes 20-25)
16. King Of The Whole Wide World (Takes 26-29)
17. King Of The Whole Wide World (Takes 30-31/Alternate Master)
18. A Whistling Tune (Takes 1-2)
19. A Whistling Tune (Takes 3-8)
20. A Whistling Tune (Splice Of Take 1 And Take 8/Unedited Master)
21. Home Is Where The Heart Is (Takes 1-6)

CD 2
1. Home Is Where The Heart Is (Take 7)
2. Home Is Where The Heart Is (Takes 8-10)
3. Home Is Where The Heart Is (Takes 11-12)
4. Home Is Where The Heart Is (Takes 13-14)
5. Home Is Where The Heart Is (Takes 15-20)
6. Home Is Where The Heart Is (Take 21/Unedited Master)
7. Riding The Rainbow (Take 1)
8. Riding The Rainbow (Takes 2-4)
9. Riding The Rainbow Takes 5-6)
10. Riding The Rainbow (Take 7)
11. Riding The Rainbow (Take 8)
12. Riding The Rainbow (Splice Of Take 9 And Take 8/Alternate Master)
13. Riding The Rainbow (Remake) (Takes 1-6)
14. Riding The Rainbow (Remake) (Take 7)
15. I Got Lucky (Take 1)
16. I Got Lucky (Takes 2-5)
17. I Got Lucky (Take 6)
18. I Got Lucky (Remake) (Take 1)
19. I Got Lucky (Remake) (Take 2/Unedited Master)
20. This Is Living (Takes 1-2)
21. This Is Living (Take 3)
22. This Is Living (Takes 4-8)
23. This Is Living (Takes 9/10 Master)
24. King Of The Whole Wide World (Remake) (Takes 1-3)
25. King Of The Whole Wide World (Remake) (Take 4/Unedited Master)

## Formazione
- Elvis Presley - voce
- The Jordanaires - cori
- Boots Randolph - sassofono
- Scotty Moore, Tiny Timbrell, Neal Matthews, Jr. - chitarra elettrica
- Dudley Brooks - pianoforte
- Bob Moore - basso
- D. J. Fontana, Buddy Harman - batteria